# Kremser Schnellstraße
Kremser Schnellstraße – droga ekspresowa nr S 33 w Austrii, w kraju związkowym Dolna Austria, o długości 30 km.